# ضربه چپ و راست
ضربه چپ و راست (به هندی: De Dana Dan)یا د دانا دان فیلمی محصول سال ۲۰۰۹ و به کارگردانی پریادارشان است. در این فیلم بازیگرانی همچون آکشی کومار، کاترینا کایف، سونیل شتی، پارش راوال، سمیرا ردی، جانی لور، آسرانی، شارات ساکسنا، چانکی پاندی، آرچانا پوران سینگ، نیها دوپیا، آدیتی گویتریکار، تینو آناند، شاکتی کاپور، راجپال یاداو و آرچانا سوسیلان ایفای نقش کرده‌اند.